# بردة سر (طالقان)
بردة سر هي قرية في مقاطعة طالقان، إيران. عدد سكان هذه القرية هو 209 في سنة 2006.